# Afrocyclops ikennus
Afrocyclops ikennus – gatunek widłonoga z rodziny Cyclopidae. Nazwa naukowa gatunku została po raz pierwszy opublikowana w 1957 roku przez nigeryjskiego zoologa Sanyę Dojo Onabamiro (1913–1985).